# Iglesia de la Asunción (Villajoyosa)
La iglesia parroquial de la Asunción es una iglesia-fortaleza construida a mediados del siglo XVI bajo el reinado de Felipe II, que se sitúa en el término municipal de Villajoyosa (Alicante) España.

## Descripción
La propia iglesia fortaleza de la Asunción se levantó al tiempo que las murallas renacentistas, sobre un templo anterior. Se integra perfectamente en ellas, adquiriendo un carácter de iglesia fortaleza, de las que solo hay otros dos ejemplos en la actual provincia de Alicante: Jávea y Monforte. De hecho, el gran ábside conforma la torre mayor de la muralla, y como ella está dotado de saeteras.
Como otras ciudades principales y capitales de comarca de la Corona de Aragón, esta iglesia arciprestal se dedicó a la advocación de la Virgen de la Asunción, cuya devoción fue introducida en el siglo XIII por el rey Jaime I el Conquistador. Declarada bien de interés cultural con su patrimonio mueble más destacado, esta iglesia, entre el gótico y el renacimiento, es interiormente de estilo gótico valenciano, característico de la época en el Reino de Valencia, con una única nave, capillas entre contrafuertes, escasa decoración y presbiterio poligonal. 
La portada principal es de mediados del siglo XVIII, de estilo barroco clasicista . En los últimos años la Parroquia y el Ayuntamiento de Villajoyosa están acometiendo trabajos de topografía y restauración de patrimonio mueble e inmueble .
Las dos capillas mayores, del siglo XVIII, son la de la Purísima, al norte, y la de la Comunión o de Santa Marta, al sur, inaugurada en 1740, y que alberga la imagen de la patrona, una talla en madera del siglo XVII. 
La iglesia contiene numerosos sillares procedentes de monumentos de la ciudad romana, el foro de la cual se encontraba en la próxima plaza de la Generalidad. También hay algunas inscripciones funerarias romanas visibles en el interior y el exterior del templo, y el altar mayor fue durante siglos, desde su descubrimiento en 1543, la mensa epigráfica del macellum (mercado de carne) del municipium romano (CIL II, 3570).